# Liste der Monuments historiques in Lafauche
Die Liste der Monuments historiques in Lafauche führt die Monuments historiques in der französischen Gemeinde Lafauche auf.

## Liste der Immobilien
| Bezeichnung         | Beschreibung                                                                              | Standort                  | Kennzeichnung | Schutzstatus | Datum | Bild           |
| ------------------- | ----------------------------------------------------------------------------------------- | ------------------------- | ------------- | ------------ | ----- | -------------- |
| Château de Lafauche | Burgruine, 11. und 15. Jahrhundert                                                        | westlich des Ortes (Lage) | PA00079084    | Inscrit      | 1927  | weitere Bilder |
| Domaine de Lavaux   | Landgut, 18. Jahrhundert; mit See und Parkanlage; auch auf dem Gebiet von Liffol-le-Petit | nördlich des Ortes (Lage) | PA52000034    | Inscrit      | 2014  |                |